# Eupachytoma obscura
Eupachytoma obscura es una especie de insecto coleóptero de la familia Chrysomelidae.
Fue descrita científicamente en 1892 por Gahan.